# Braunsapis paradoxa
Braunsapis paradoxa är en biart som först beskrevs av Embrik Strand 1915.  Braunsapis paradoxa ingår i släktet Braunsapis och familjen långtungebin. Inga underarter finns listade.